# 精裝書

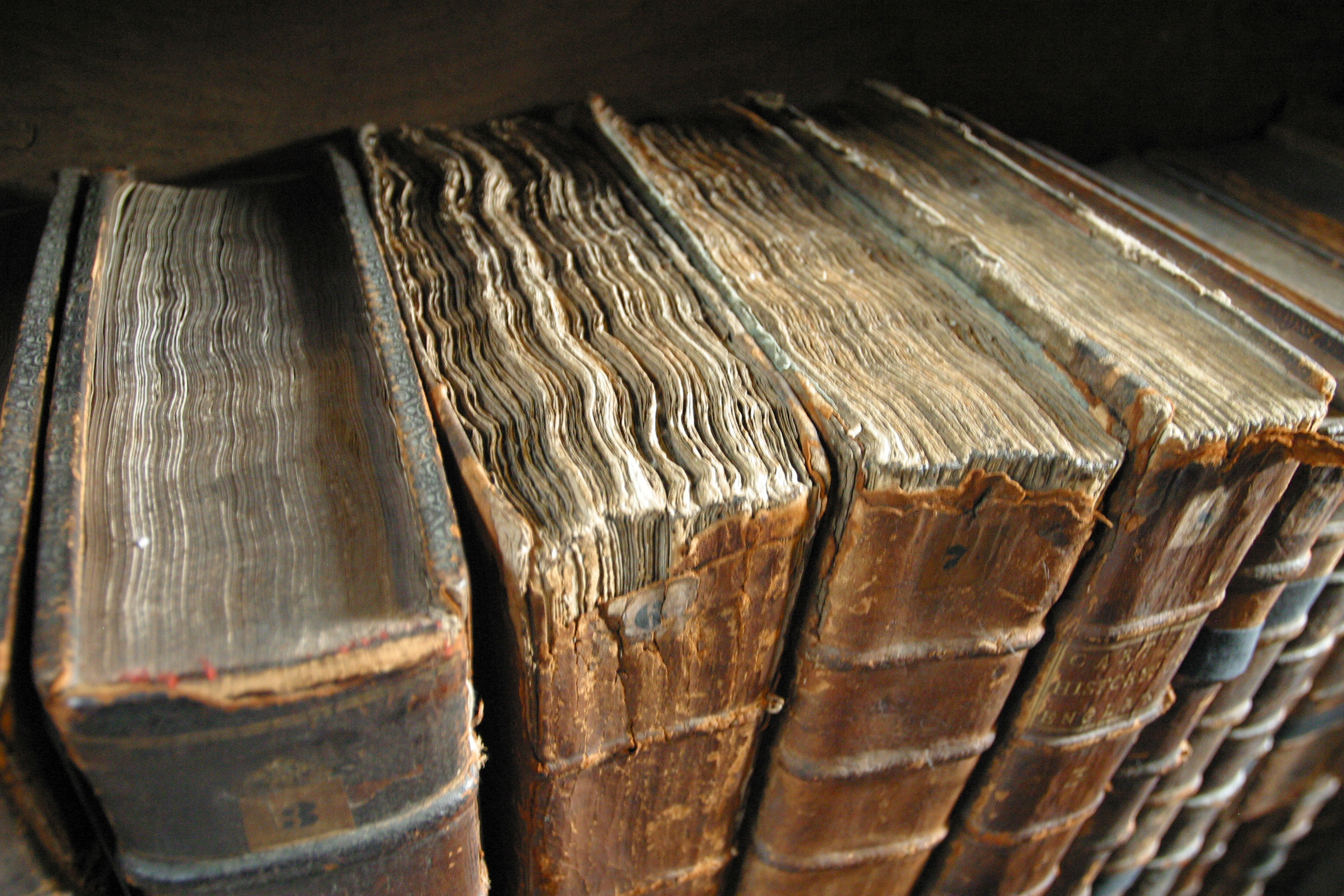
存放在牛津大學墨頓學院的陳舊精裝書

精裝書是一種装订模式，配有具備保護性質的硬底封面（普遍採用硬紙板，外覆以織物、厚紙或者小牛皮等皮革製造）。精裝書通常縫有富彈性的書脊，使得書本被翻開時也能夠平貼桌面，現今書脊除仿古外多採用黏合製取代傳統的縫製。
精装书通常采用无酸纸印刷，而且比平装书耐用得多，因为平装书的书皮柔韧，容易损坏。精装书的制造成本稍微高一些。精装书经常用防尘外套保护，但是一种“无护套”的替代品越来越受欢迎: 这些替代品被稱爲“纸式包装”或“无护套精装书”，主要特點為装订放弃防尘外套，而直接将封面设计印在纸板装订上。

## 市場上的策略運用
如果预期销售旺盛，一本书的精装版通常会先发行，第二年再发行平装版(但保留与精装版相同的格式)。对于非常受欢迎的书籍来说，这些销售周期可能会延长，随后是大众市场的平装版排版，更紧凑的大小，印刷在更薄，更不耐寒的纸张上。这在一定程度上是为了延长一些畅销书的购买热潮: 在人们对这本书的关注减弱之后，平装書的低成本將會发行，以便进一步销售。
在过去，平装本的发行通常是在精装本发行一年之后，但到了21世纪初，有出版商在精装本发行六个月之后便发行了平装本。不過也有最初以平装本出版的书，后来又以精装本出版，即使这是屬於罕見的特例：如戈尔 · 维达尔的小说《巴黎的审判》 ，1961年的修订版先以平装本出版，后来以精装本出版。
精装书通常以比同类平装书更高的价格出售。 面向大众的书籍精装本印刷通常仅对希望获得成功的作者，或者作为平装本的前身来预测销售量； 不過，许多学术书籍通常仅以精装版出版。

## 典型的裝訂結構
精装书通常包括硬紙板，皮革，布料等覆盖。书页被缝的书脊上。防尘外套的作用是保护底层的外壳不被磨损。在書的封皮上，通常會有简介或者摘要。